# アラス・オズビリズ
アラス・オズビリズ（アルメニア語: Արազ Օզբիլիս, ラテン語: Aras Özbiliz, 1990年3月9日 - ）は、トルコ・イスタンブール、バクルキョイ出身の元アルメニア代表のサッカー選手。現役時代のポジションはミッドフィールダー。アラス・エズビリズとも表記される。

## 経歴

### クラブ

#### アヤックス
アルメニア人の両親の下、トルコ・イスタンブールのバクルキョイで生を受け、トルコとアルメニアの国境付近を流れるアラス川に因んで名付けられる。1990年代初頭に一家でトルコからオランダへ移住し、ホランディアでサッカーを始め、8歳の時にトライアルを経てアヤックス・アムステルダムの下部組織アヤックス・アカデミーに入団したする。アカデミーでは、十字靭帯断裂と肩の負傷の2度の大怪我に苦戦しながらも、才能を買われ、2009年2月にクラブと2年半の契約を締結し、6月には同アカデミーに所属する最も有望な選手に贈られるTalent van de Toekomst (未来の才能)を受賞すると、2010-11シーズンに向けたトップチームの招集メンバーに名を連ねた。
2010年11月にPSVアイントホーフェン戦とUEFAチャンピオンズリーグ 2010-11のレアル・マドリード戦の2試合でベンチ入りをした後、28日のVVVフェンロ戦 (2-0)でテーム・タイニオとの交代出場からエールディヴィジデビューを果たすと、その際に左サイドハーフで見せたプレーはマルティン・ヨル監督に感銘を与え、試合を観戦していたフランク・デ・ブールコーチからリオネル・メッシのようだと評された。次のNECナイメヘンでは初先発を任された。2011年4月3日のヘラクレス・アルメロ戦 (3-0)で80分リーグ戦初得点を挙げた。14日には、契約を2014年6月30日までの3年延長した。
2011年7月24日のCAインデペンディエンテ (アルゼンチン1部)戦で、9分の間にハットトリックを達成する等、2011-12シーズン前の親善試合においてチーム最多得点者となる好調さを見せていたが、相次ぐ負傷に悩まされることになる。負傷によって前半戦を2試合の出場に制限されており、2012年2月上旬に復帰すると、24日にUEFAヨーロッパリーグ 2011-12のオールド・トラッフォードでのマンチェスター・ユナイテッドFC戦において、1点追いかける中で欧州カップ戦初得点を決め、更にフリーキックからトビー・アルデルヴァイレルトの決勝点をアシストして逆転勝利に大きく貢献するも、4月1日のヘラクレス・アルメロ戦で脛を負傷したことで22日のFCフローニンゲン戦まで再離脱となった。

#### クバン・クラスノダール

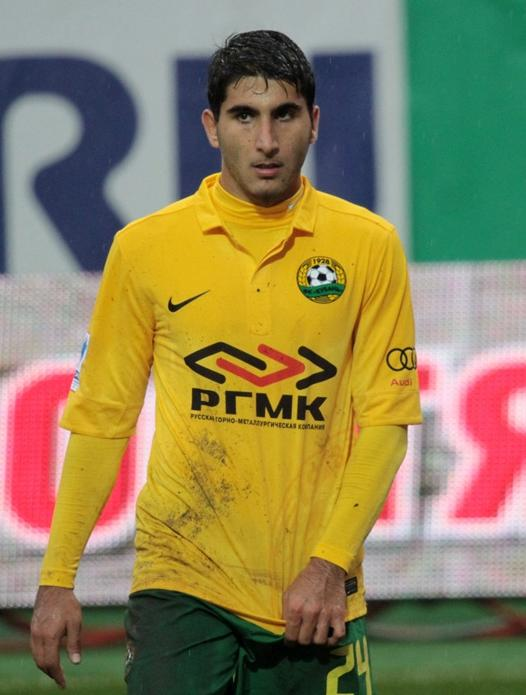
FCクバン・クラスノダールでのオズビリズ (2012)

2012年5月上旬にロシア・プレミアリーグ (ロシア1部)のFCクバン・クラスノダールから関心を寄せられる。クバンと交渉をしていると報じられる中、現状に満足していると噂を一蹴し、2012-13シーズン開幕前の親善試合においてデイヴィ・クラーセンと共に得点を量産、最初の公式戦であるPSVとのヨハン・クライフ・スハールにも出場していたが、8月8日に移籍金100万ユーロでクバンと4年契約で合意。メディカルチェックを通過して14日に正式に加入が決定した。
クバンでは、8月20日のFCアラニア・ウラジカフカス戦において、ダヴィド・ツォライェフとの交代から81分に初出場を飾り、以来、ダン・ペトレスク監督の下で攻撃の要としてプレーしており、9月2日のFCスパルタク・モスクワ戦での初得点を含め、22試合9得点を記録した。

#### スパルタク・モスクワ
2013-14シーズンもクバンでプレーし、2試合2得点を記録していたが、2013年7月28日に推定移籍金600万ユーロでFCスパルタク・モスクワに5年契約で移籍した。デビューシーズンを29試合5得点で終えた後、2014-15シーズン前に行われた2014年6月の代表戦において、アルジェリア戦中に十字靭帯断裂となり、2015年4月下旬までチームを離脱していた。

#### ペシクタシュJK
2016年1月にスュペル・リグのベシクタシュJKに移籍したが、プリメーラ・ディビシオンのラージョ・バジェカーノにローンで加入した。

#### ピュニク
2019年8月31日、FCピュニク・エレバンに移籍した。

#### ウラルトゥ
2023年1月17日、FCウラルトゥに移籍した。
2023年11月22日、現役引退を表明した。

### 代表
トルコに生まれるも、アルメニア人両親の間に生まれた為にトルコの市民権を所持しておらず、幼少期に移住したオランダの市民権を所持している。
2010年5月中旬にアルメニアサッカー連盟から年代別のアルメニア代表に招待される。アルメニアに訪れたことはないながらもアルメニア代表でのプレーに対して前向きな姿勢を示し、5月30日にアルメニアの首都エレバンを訪れたオズビリズは、A代表を率いるヴァルダン・ミナシアン監督が代表と同時に指揮するピュニク・エレバンのトレーニングに参加し、その際にU-21のフレミング・セリトスレフ監督と会談していたが、良い印象をコーチに与えていたにもかかわらず、書類に問題があったことで代表でのプレーは先延ばしとなった。
2011年2月、オズビリズがオランダ代表でのプレーを模索していると報じられると、アルメニアサッカー連盟の副会長直々に説得され、アルメニア代表としてUEFA EURO 2012予選のロシア戦に出場する可能性が濃厚となった。その後、オランダ代表でのプレーを望んでいると報じられながらも、自身の心はアルメニアにあると報道を一蹴しており、6月のロシア戦にはトレーニング時間の不足を理由に辞退したが、8月のリトアニアとの親善試合の招集を受けた。
2011年10月4日、アルメニアの市民権を取得すると共に7日のマケドニア戦へ向けて招集される。同試合は背中の痛みで未出場に終わった後、2012年2月29日のカナダ代表戦でアルメニア代表として初出場及び初得点を記録した。

## 個人成績

### クラブでの成績
2018年8月25日現在
出典:
| 所属クラブ                    | シーズン | リーグ                     | リーグ | リーグ | 国内カップ | 国内カップ | 欧州カップ | 欧州カップ | その他 | その他 | 合計 | 合計 |
| 所属クラブ                    | シーズン | 所属リーグ                 | 出場   | 得点   | 出場       | 得点       | 出場       | 得点       | 出場   | 得点   | 出場 | 得点 |
| ----------------------------- | -------- | -------------------------- | ------ | ------ | ---------- | ---------- | ---------- | ---------- | ------ | ------ | ---- | ---- |
| アヤックス・アムステルダム    | 2010-11  | エールディヴィジ           | 14     | 1      | 3          | 0          | 3          | 0          | 0      | 0      | 20   | 1    |
| アヤックス・アムステルダム    | 2011-12  | エールディヴィジ           | 12     | 1      | 2          | 0          | 2          | 1          | 0      | 0      | 16   | 2    |
| アヤックス・アムステルダム    | 2012-13  | エールディヴィジ           | 0      | 0      | 0          | 0          | 0          | 0          | 1      | 0      | 1[a] | 0    |
| アヤックス・アムステルダム    | 合計     | 合計                       | 26     | 2      | 5          | 0          | 5          | 1          | 1      | 0      | 37   | 3    |
| クバン・クラスノダール        | 2012-13  | ロシア・プレミアリーグ     | 22     | 9      | 2          | 0          | -          | -          | -      | -      | 24   | 9    |
| クバン・クラスノダール        | 2013-14  | ロシア・プレミアリーグ     | 2      | 2      | 0          | 0          | -          | -          | -      | -      | 2    | 2    |
| クバン・クラスノダール        | 合計     | 合計                       | 24     | 11     | 2          | 0          | -          | -          | -      | -      | 26   | 11   |
| スパルタク・モスクワ          | 2013-14  | ロシア・プレミアリーグ     | 27     | 3      | 2          | 0          | 1          | 0          | -      | -      | 30   | 3    |
| スパルタク・モスクワ          | 2014-15  | ロシア・プレミアリーグ     | 1      | 0      | 0          | 0          | -          | -          | -      | -      | 1    | 0    |
| スパルタク・モスクワ          | 2015-16  | ロシア・プレミアリーグ     | 7      | 0      | 2          | 0          | -          | -          | -      | -      | 9    | 0    |
| スパルタク・モスクワ          | 合計     | 合計                       | 35     | 3      | 4          | 0          | 1          | 0          | -      | -      | 40   | 3    |
| ベシクタシュ                  | 2015-16  | スュペル・リグ             | 0      | 0      | 0          | 0          | 0          | 0          | 0      | 0      | 0    | 0    |
| ベシクタシュ                  | 2016-17  | スュペル・リグ             | 1      | 0      | 3          | 0          | 0          | 0          | 0      | 0      | 4    | 0    |
| ベシクタシュ                  | 2017-18  | スュペル・リグ             | 0      | 0      | 1          | 1          | 0          | 0          | 0      | 0      | 1    | 1    |
| ベシクタシュ                  | 合計     | 合計                       | 1      | 0      | 4          | 1          | 0          | 0          | 0      | 0      | 5    | 1    |
| ラージョ・バジェカーノ (loan) | 2015-16  | セグンダ・ディビシオン     | 3      | 0      | 0          | 0          | -          | -          | -      | -      | 3    | 0    |
| シェリフ・ティラスポリ (loan) | 2018     | ディヴィジア・ナツィオナラ | 4      | 0      | 0          | 0          | 0          | 0          | 0      | 0      | 4    | 0    |
| ヴィレムII (loan)             | 2018-19  | エールディヴィジ           | 1      | 0      | 0          | 0          | -          | -          | -      | -      | 1    | 0    |
| 総通算                        | 総通算   | 総通算                     | 94     | 6      | 15         | 1          | 6          | 1          | 1      | 0      | 116  | 18   |

a. ^ ヨハン・クライフ・スハール1試合0得点を含む

### 代表での成績
出典:
| アルメニア代表 | アルメニア代表 | アルメニア代表 |
| 年             | 出場           | 得点           |
| -------------- | -------------- | -------------- |
| 2012           | 6              | 2              |
| 2013           | 9              | 2              |
| 2014           | 2              | 0              |
| 2015           | 5              | 0              |
| 2016           | 6              | 0              |
| 2017           | 6              | 2              |
| 2018           | 3              | 0              |
| 2019           | 4              | 0              |
| Total          | 41             | 6              |

#### 代表での得点
| #  | 開催日         | 開催地         | 対戦国       | スコア | 結果 | 大会                        |
| -- | -------------- | -------------- | ------------ | ------ | ---- | --------------------------- |
| 1. | 2012年2月9日   | リマソール     | カナダ       | 1-3    | 1-3  | 親善試合                    |
| 2. | 2012年11月14日 | エレバン       | リトアニア   | 4-1    | 4-2  | 親善試合                    |
| 3. | 2013年6月11日  | コペンハーゲン | デンマーク   | 0-2    | 0-4  | 2014 FIFAワールドカップ予選 |
| 4. | 2013年10月11日 | エレバン       | ブルガリア   | 1-0    | 2-1  | 2014 FIFAワールドカップ予選 |
| 5. | 2017年3月26日  | エレバン       | カザフスタン | 2-0    | 2-0  | 2018 FIFAワールドカップ予選 |
| 6. | 2017年11月9日  | エレバン       | ベラルーシ   | 1-0    | 4-1  | 親善試合                    |

## タイトル

### クラブ
アヤックス・アムステルダム
- エールディヴィジ (2): 2010-11, 2011-12
- KNVBカップ (1): 2009-10

ベシクタシュJK
- スュペル・リグ (1): 2016-17

FCピュニク・エレバン
- アルメニア・プレミアリーグ (1): 2021-22

FCウラルトゥ
- アルメニア・プレミアリーグ (1): 2022-23
- アルメニア・インデペンデンスカップ (1): 2022-23